# Sint-Pietersbos
Het Sint-Pietersbos is een natuurgebied bij de Muziekberg in de Vlaamse Ardennen in Zuid-Oost-Vlaanderen (België). Het Sint-Pietersbos is 57 hectare groot en sluit aan op het 52 hectare grote Muziekbos. Het Sint-Pietersbos werd in 2011 door de Vlaamse overheid gekocht van de adellijke familie Gautier de Rasse. Het bosgebied is deels bosreservaat. Het Sint-Pietersbos ligt op het grondgebied van de gemeente Ronse. Op de Ferrariskaart stond het bos al aangeduid als 'St Peetersbosch'. Het bos wordt beheerd door de Vlaamse overheidsdienst Agentschap voor Natuur en Bos. Het bos is erkend als Europees Natura 2000-gebied (Bossen van de Vlaamse Ardennen en andere Zuid-Vlaamse bossen) en maakt deel uit van het Vlaams Ecologisch Netwerk. Binnen de Europese natuurdoelstellingen wordt op termijn 100 hectare extra bos gecreëerd aan het Muziekbos en het Sint-Pietersbos .

## Landschap
Het Sint-Pietersbos ligt op en rond de flank van de getuigenheuvel Muziekberg (150 m).

## Fauna
In het Sint-Pietersbos leven talloze diersoorten: boomklever, vos, bosuil, buizerd, zwarte specht, ree, gehakkelde aurelia, dagpauwoog, bont zandoogje,... In de Trochbeek in het Sint-Pietersbos leeft nog rivierdonderpad.

## Flora
Het Sint-Pietersbos werd niet gekapt tijdens de Eerste Wereldoorlog en bevat dus nog zomereiken, eiken en essen van meer dan 150 jaar oud (met een omtrek tot vier meter).

## Natuurbeleving
Het Sint-Pietersbos is toegankelijk op de wandelpaden die het natuurgebied doorkruisen. Het wandelnetwerk "Getuigenheuvels Vlaamse Ardennen", de Streek-GR Vlaamse Ardennen, de GR122, de Wandelroute E2 en de routes van het Agentschap voor Natuur en Bos lopen door het bos.

## Afbeeldingen

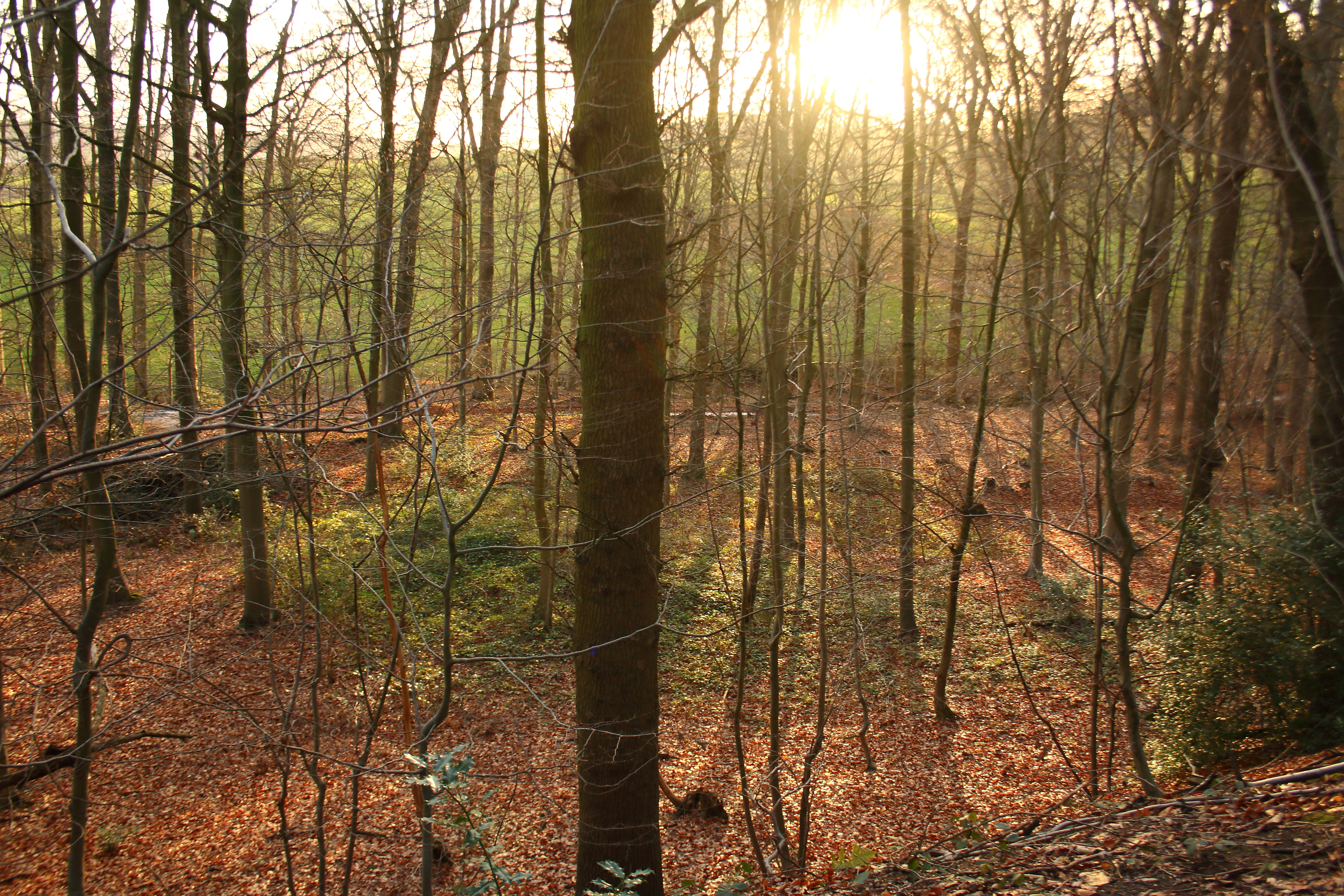
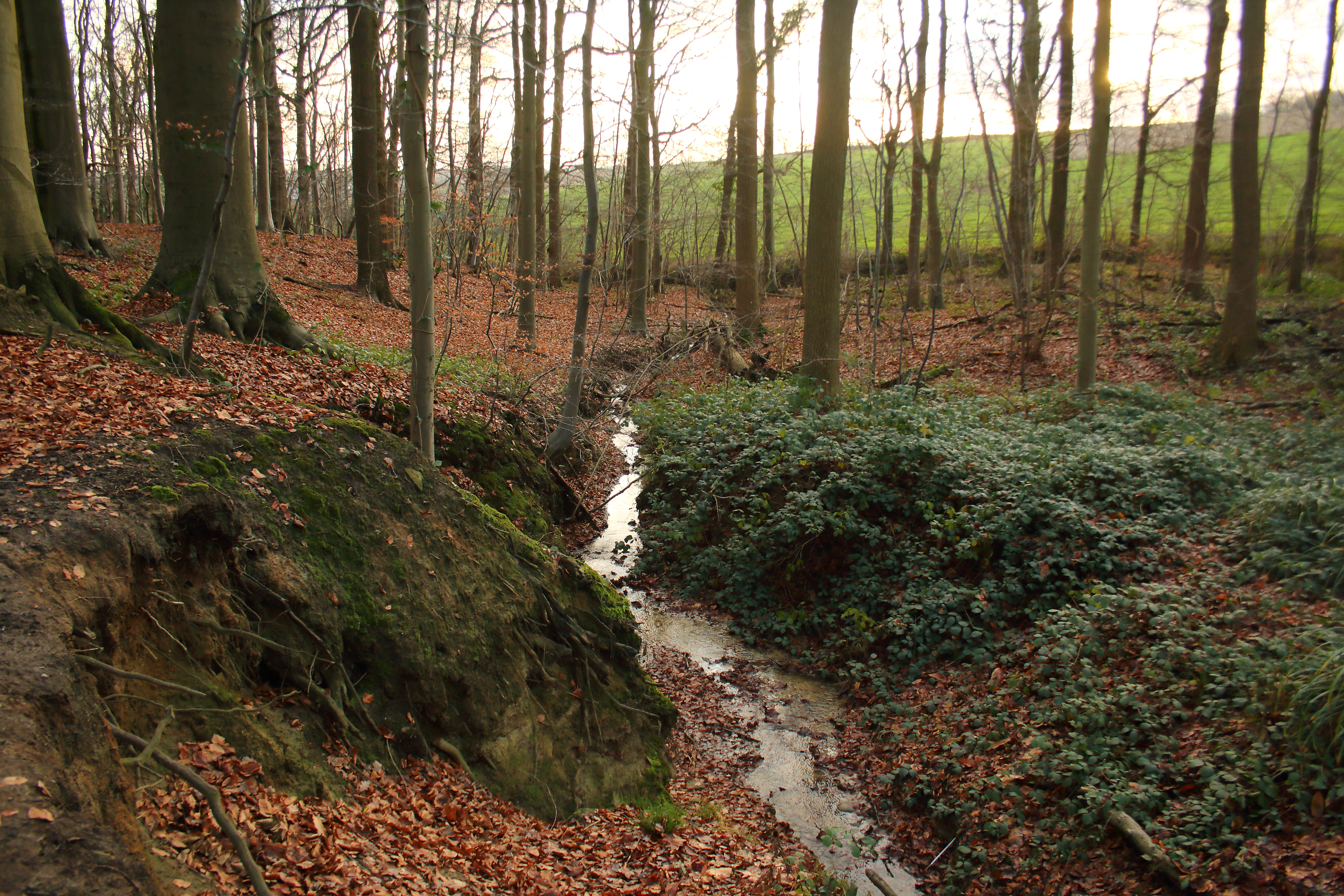
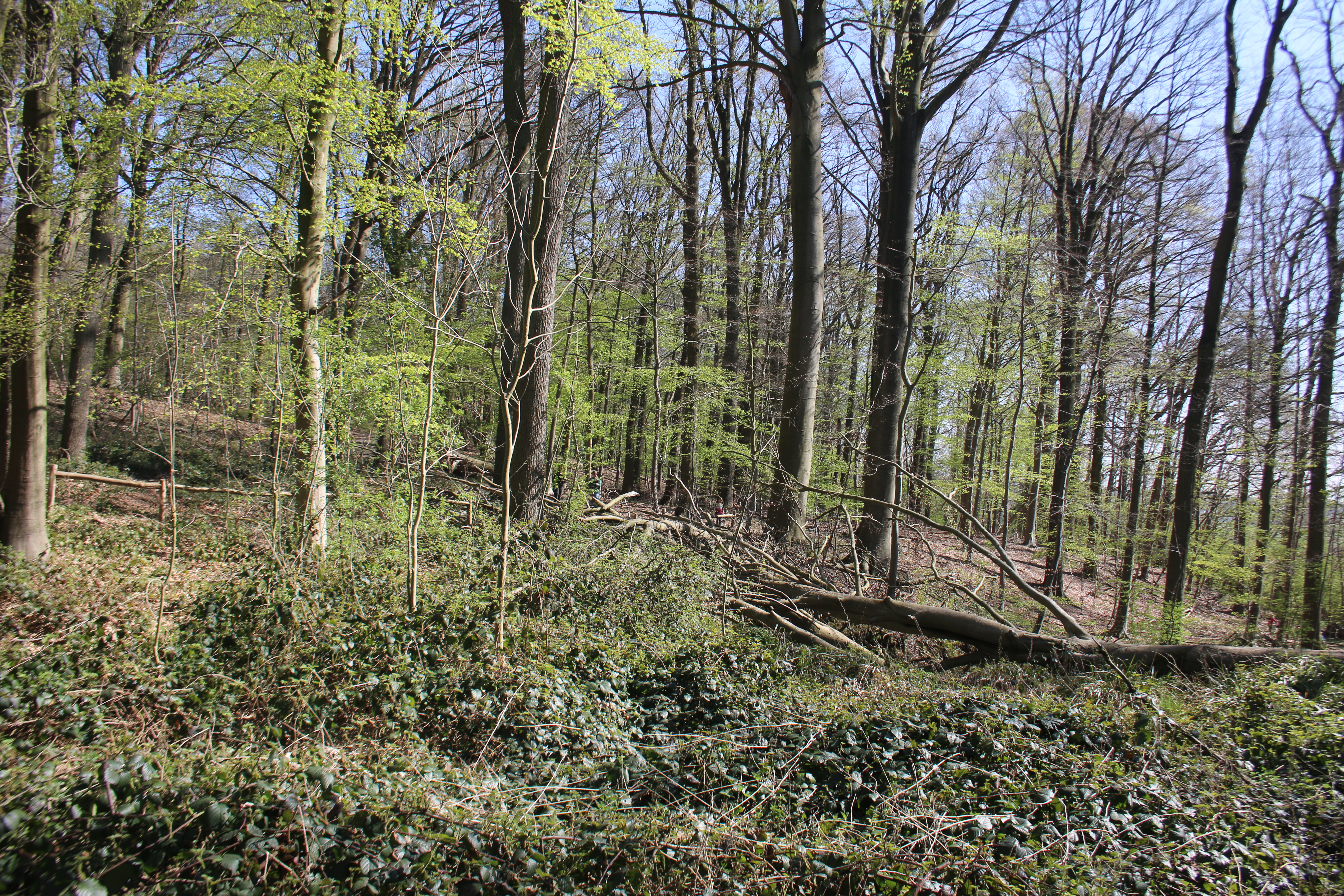
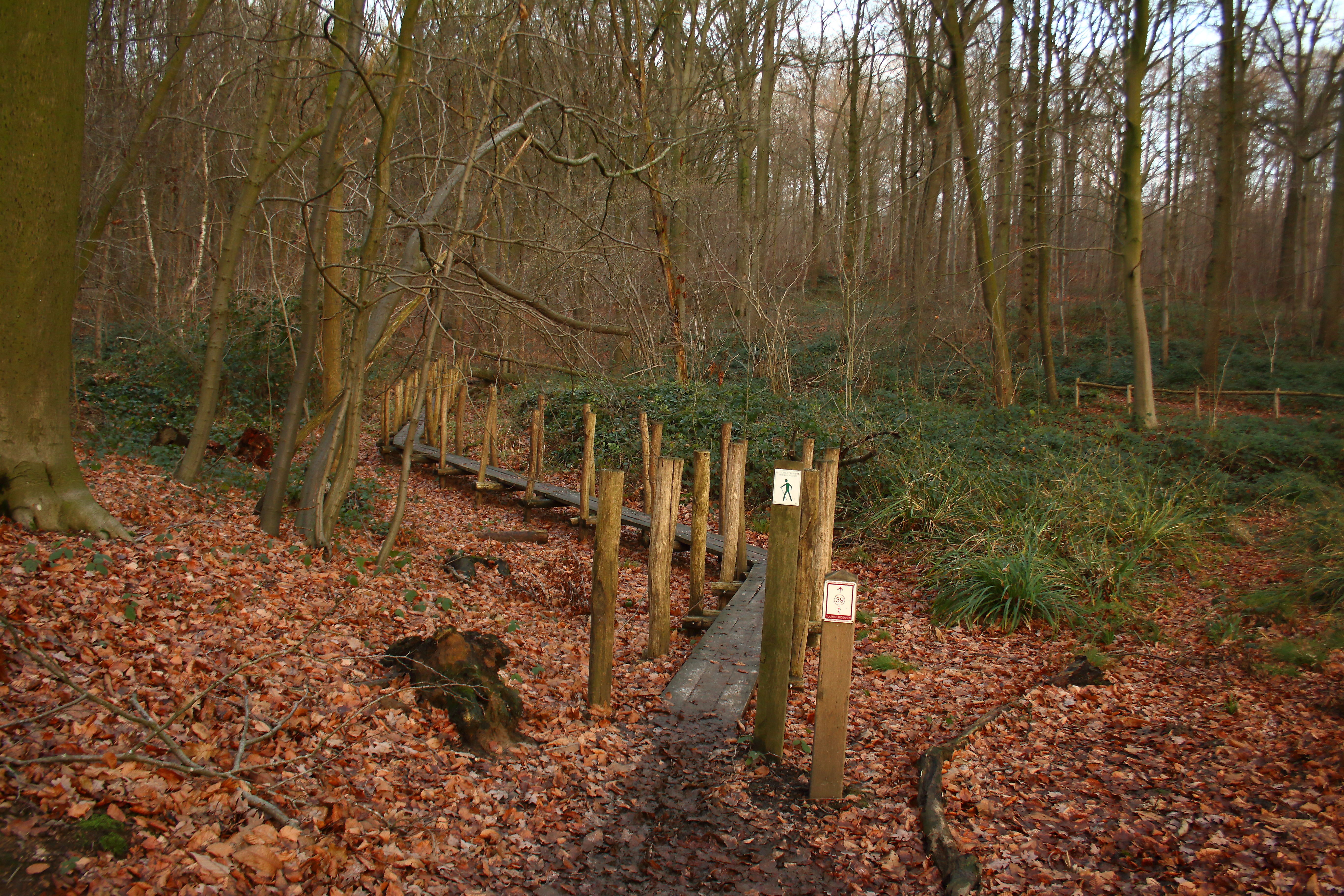
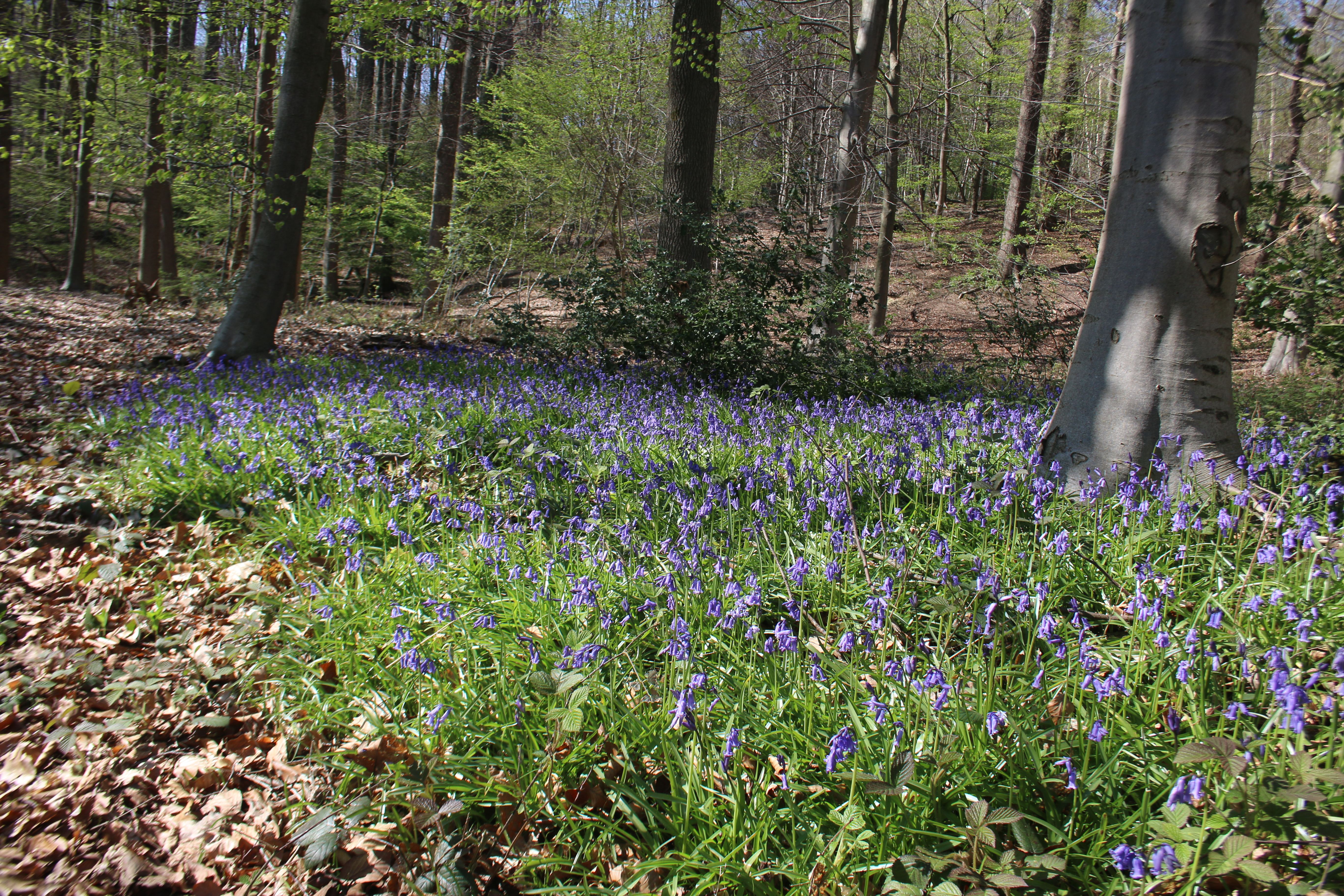